# Loke pri Mozirju
Loke pri Mozirju je naselje u slovenskoj Općini Mozirju. Loke pri Mozirju se nalazi u pokrajini Štajerskoj i statističkoj regiji Savinjskoj. 

## Stanovništvo
Prema popisu stanovništva iz 2002. godine naselje je imalo 291 stanovnika.